# Mike Neal
Michael Jamel Neal (Merrillville, 26 giugno 1987) è un giocatore di football americano statunitense che gioca nel ruolo di defensive end per i Green Bay Packers della National Football League (NFL). Fu scelto nel corso del secondo giro (56º assoluto) del Draft NFL 2010 dai Packers. Al college ha giocato a football a Purdue.

## Carriera professionistica

### Green Bay Packers
Neal fu scelto nel corso del secondo giro del Draft 2010 dai Green Bay Packers. Gli infortuni, in particolare uno agli addominali, limitarono le sue presenze nella sua stagione da debuttante a sole due gare, durante cui riuscì comunque a mettere in mostra il proprio potenziale forzando un fumble e mettendo a segno un sack.
Nella stagione 2011, Neal riuscì a giocare sette partite, nessuna delle quali da titolare, mettendo a segno tre tackle. Nell'annata successiva disputò undici gare, tra cui la prima come titolare, facendo registrare 11 tackle e 4,5 sack.
Nella settimana 2 della stagione 2013, Neal fece registrare il primo intercetto in carriera ai danni di Robert Griffin III.
Il 12 marzo 2014, Neal firmò un rinnovo biennale con i Packers del valore di 8 milioni di dollari.
Nella prima gara dei playoff 2015, Neal guidò la squadra con 2 sack su Kirk Cousins e forzò un fumble nella partita vinta in casa dei Washington Redskins.

## Palmarès
- Super Bowl : 1

Green Bay Packers: Super Bowl XLV
- National Football Conference Championship: 1

Green Bay Packers: 2010

## Statistiche
| Partite totali      | 36   |
| Partite da titolare | 11   |
| Tackle totali       | 64   |
| Sack                | 10,5 |
| Intercetti          | 1    |
| Fumble Forzati      | 2    |

Statistiche aggiornate alla stagione 2013